# Poręba Średnia
Poręba Średnia [pronunciación en polaco: /pɔˈrɛmba ˈɕrɛdɲa/] es un pueblo ubicado en el distrito administrativo de Gmina Brańszczyk, dentro del Condado de Wyszków, Voivodato de Mazovia, en el este de Polonia central. Se encuentra aproximadamente a 9 kilómetros al noreste de Brańszczyk, a 20 kilómetros al noreste de Wyszków, y a 71 kilómetros al noreste de Varsovia.